# Chambon-la-Forêt

Chambon-la-Forêt este o comună în departamentul Loiret din centrul Franței. În 1 ianuarie 2022 avea o populație de 961 de locuitori.